# 1590-е годы
1590-е (ты́сяча пятьсо́т девяно́стые) го́ды по григорианскому календарю — промежуток времени с 1 января 1590 года по 31 декабря 1599 года, включающий 1590 год 9-го десятилетия   и с 1591 по 1599 годы    10-го десятилетия XVI века 2-го тысячелетия.  Они закончились 426 лет назад.

## Важнейшие события
- Русско-шведская война (1590—1595). Крымский поход на Русь (1591; Газы Герай).
- Сонгай (1462—1591) присоединён к государству саадитов после битвы при Тондиби[англ.] (1591). Распад Империи Мали после поражения в битве при Дженне[англ.] (1599).
- Имджинская война (1592—1598).
- Тринадцатилетняя война в Венгрии (1593—1606) между габсбургской монархией и Османской империей.
- Восстание Наливайко (1594—1596) против Речи Посполитой. Брестская уния (1596).
- Принятие Нантского эдикта (1598) завершило период религиозных войн во Франции.
- Начало Смутного времени (1598—1613). Земский собор 1598 года. Царствование Бориса Годунова (1598—1605).

## Культура
- Шекспир, Уильям (1564—1616), поэт. «Ромео и Джульетта» (1592).
- Академия Святого Луки (1593).
- Караваджо (1571—1610), художник. «Гадалка» (1594).
- Пери, Якопо (1561—1633), композитор. «Dafne» (1597).
- Алеман, Матео (1547—1610/15) писатель. «Гусман де Альфараче» (1599).
- Театр «Глобус» (1599).
- Опубликовано «Путешествие на Запад».

## Наука и техника
- Микроскоп изобретён (1590; Янсен, Захарий).
- Виет, Франсуа (1540—1603). «Введение в аналитическое искусство» (1591; New algebra).

## Родились

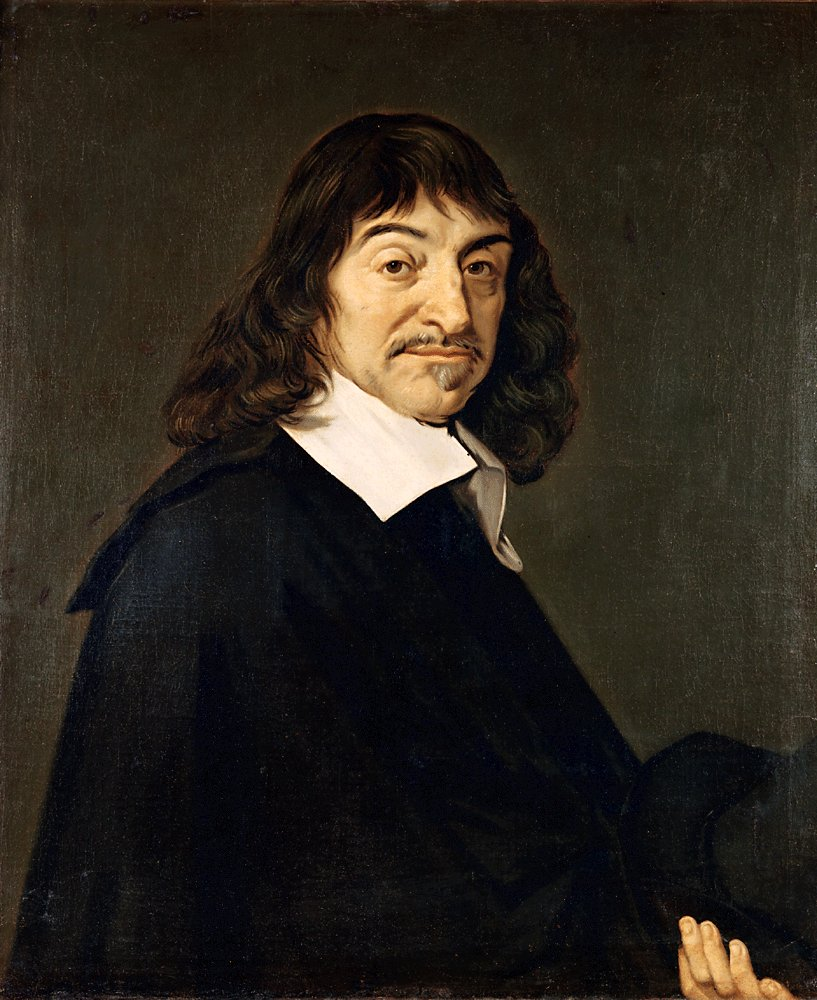
Рене Декарт

- Александр VII — папа римский с 7 апреля 1655 по 22 мая 1667.
- Ахмед I — султан Османской империи с 1603 по 1617 год, сын Мехмеда III.
- Джованни Лоренцо Бернини — великий итальянский архитектор и скульптор, крупнейший представитель римского и всего итальянского барокко, ученик своего отца Пьетро Бернини.
- Антонис Ван Дейк — южнонидерландский (фламандский) живописец и график, мастер придворного портрета и религиозных сюжетов в стиле барокко.
- Диего Родригес Веласкес — испанский художник.
- Густав II Адольф — король Швеции (1611—1632), сын Карла IX и Кристины Гольштейн-Готторпской.
- Рене Декарт — французский математик, философ, физик и физиолог, создатель аналитической геометрии и современной алгебраической символики, автор метода радикального сомнения в философии, механицизма в физике, предтеча рефлексологии.
- Климент X — папа римский с 29 апреля 1670 по 22 июля 1676.
- Оливер Кромвель — вождь Английской революции, выдающийся военачальник и государственный деятель, в 1643—1650 гг. — генерал-лейтенант парламентской армии, в 1650—1653 гг. — лорд-генерал, в 1653—1658 гг. — лорд-протектор Англии, Шотландии и Ирландии. Считается, что его смерть наступила от малярии или же от отравления.
- Никола Пуссен — французский художник, стоявший у истоков живописи классицизма.
- Шах-Джахан — правитель империи Великих Моголов (1627—1658), обессмертивший своё имя постройкой Тадж-Махала.

## Скончались

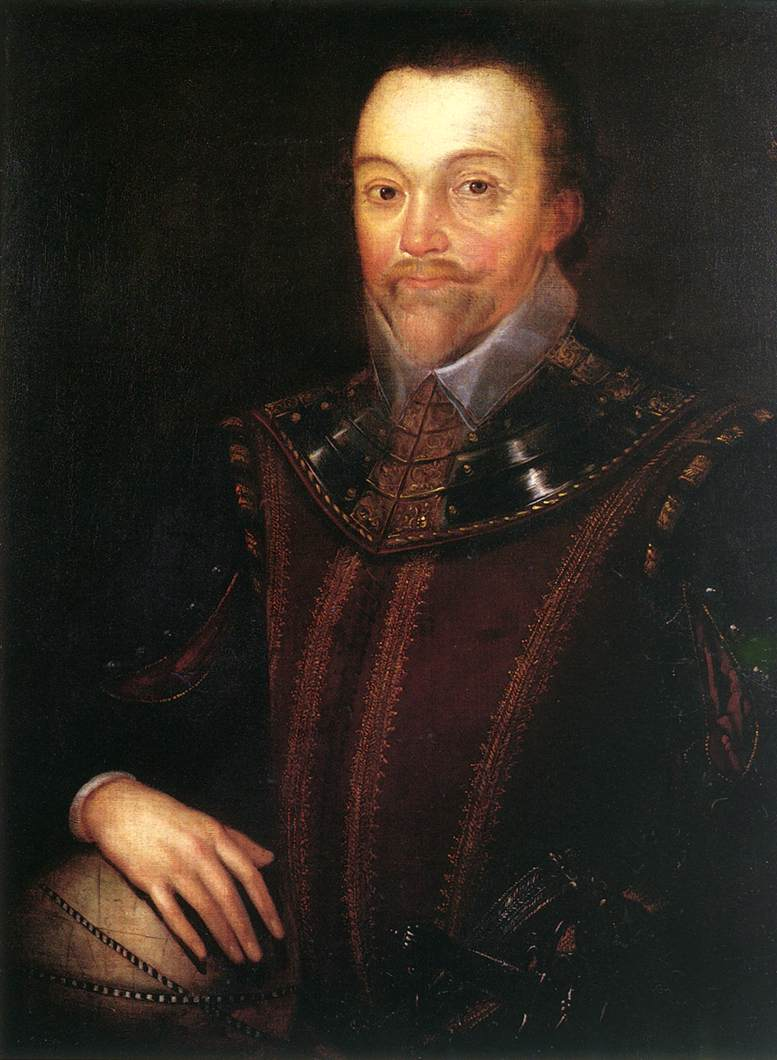
Фрэнсис Дрейк

- Виллем Баренц — голландский мореплаватель и исследователь. Руководитель трёх арктических экспедиций, целью которых был поиск северного морского пути в Ост-Индию.
- Фрэнсис Дрейк — английский мореплаватель, корсар, вице-адмирал (1588). Первый англичанин, совершивший кругосветное плавание (в 1577—1580 гг.). Активный участник разгрома испанского флота (Непобедимой Армады) в Гравелинском сражении 1588.
- Иннокентий IX — папа римский с 29 октября по 30 декабря 1591.
- Кристофер Марло — английский поэт, переводчик и драматург елизаветинской эпохи.
- Мишель де Монтень — французский писатель и философ эпохи Возрождения, автор книги «Опыты».
- Мурад III — двенадцатый султан Османской империи, сын султана Селима II и Нурбану, правил с 1574 по 1595 год.
- Сикст V — папа римский с 24 апреля 1585 по 27 июля 1590.
- Тинторетто — живописец венецианской школы позднего Ренессанса.
- Урбан VII — папа римский с 15 сентября по 27 сентября 1590.
- Филипп II — король Испании из династии Габсбургов. Сын и наследник императора Священной Римской империи Карла V, Филипп с 1554 года был королём Неаполя и Сицилии, а с 1556 года, после отказа своего отца от престола стал королём Испании, Нидерландов и обладателем всех заморских владений Испании.